# Тракайський замок
Тракайський (інколи Трокський, або Троцький) замок — найбільший зі збережених у Литві старовинних замків. Знаходиться в стародавній резиденції литовських князів — у місті Тракай. Всередині замку з 1962 року знаходиться музей історії Тракая і сувенірні кіоски.
Замок розташований на острові в озері Гальве. Замок іноді ще називають «Маленьким Марієнбургом». Будівництво кам'яного замку було розпочато в 14 столітті Кейстутом, приблизно у 1409-му основні роботи були завершені його сином Вітовтом Великим, який помер у цього замку в 1430 році. Тракай був одним з головних центрів Великого князівства Литовського і відігравав важливе стратегічне значення.

## Історія замку

### Будівництво
Тракайський замок був побудований в кілька етапів.

#### Перша фаза

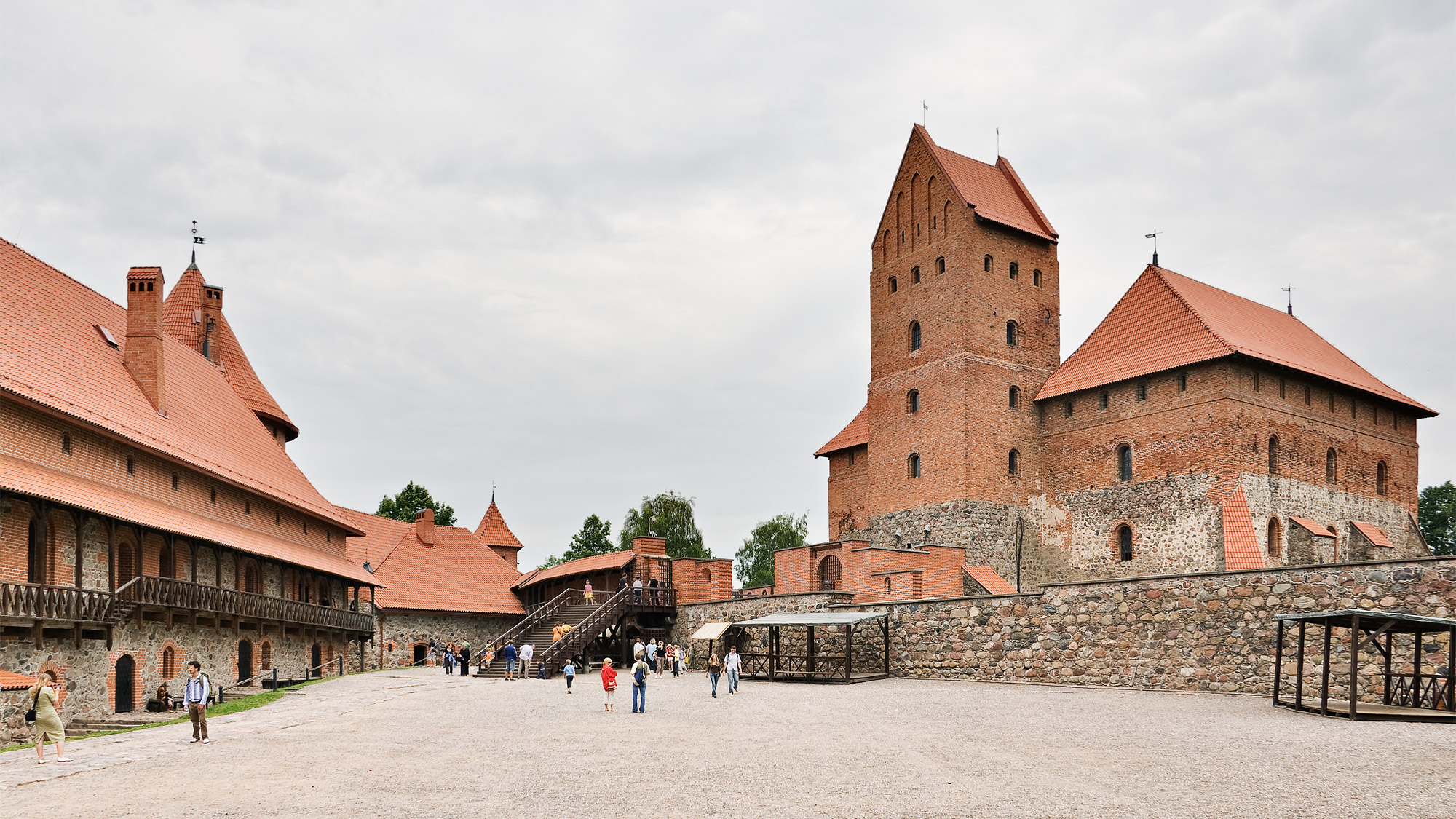
Внутрішній двір замку. Праворуч - Княжий палац і його донжон

У ході першого етапу, у другій половині 14-го століття, за наказом Великого князя Кейстута на найбільшому з трьох островів озера Гальве був споруджений замок. Після завершення будівництва князь переніс сюди свою головну резиденцію і скарбницю.
Замку було завдано серйозних пошкоджень під час нападу тевтонських лицарів в 1377 році. Після вбивства Кейстута у 1382 році, у країні розгорілася запекла боротьба за владу між Ягайлом і Вітовтом. Замок був обложений з обох сторін. Незабаром після примирення між ними, розпочався другий етап будівництва, який тривав до 1409 року. Цей етап розглядається як важлива подія в історії замку. Існує версія, згідно якої під час перемир'я з Тевтонським орденом будівельними роботами керував муляр Ордену Радік (Radike). Це відбувалось за чотири роки до легендарної Грюнвальдської битви.

#### Друга фаза

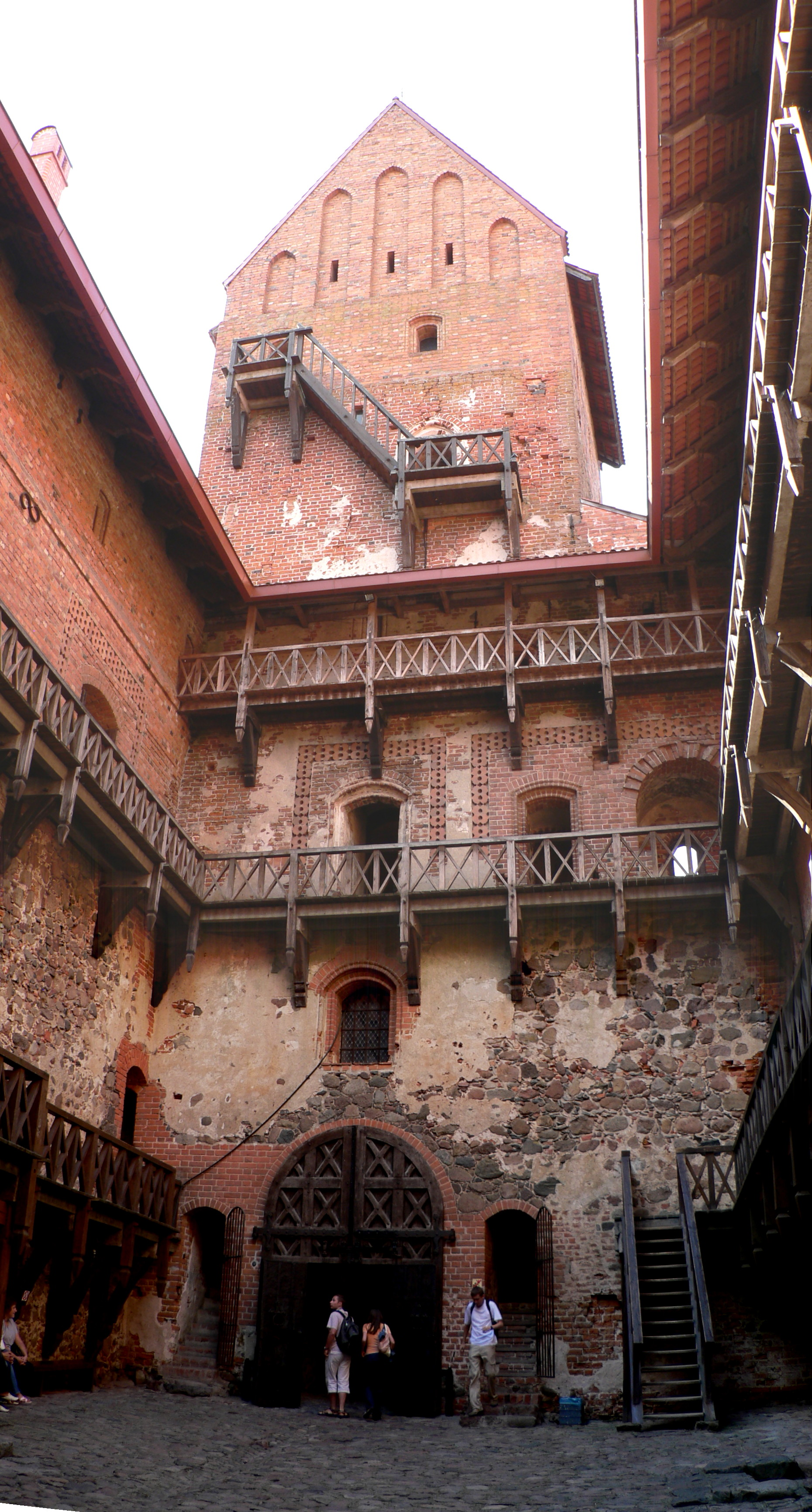
Внутрішній двір палацу і його дерев'яні сходові галереї

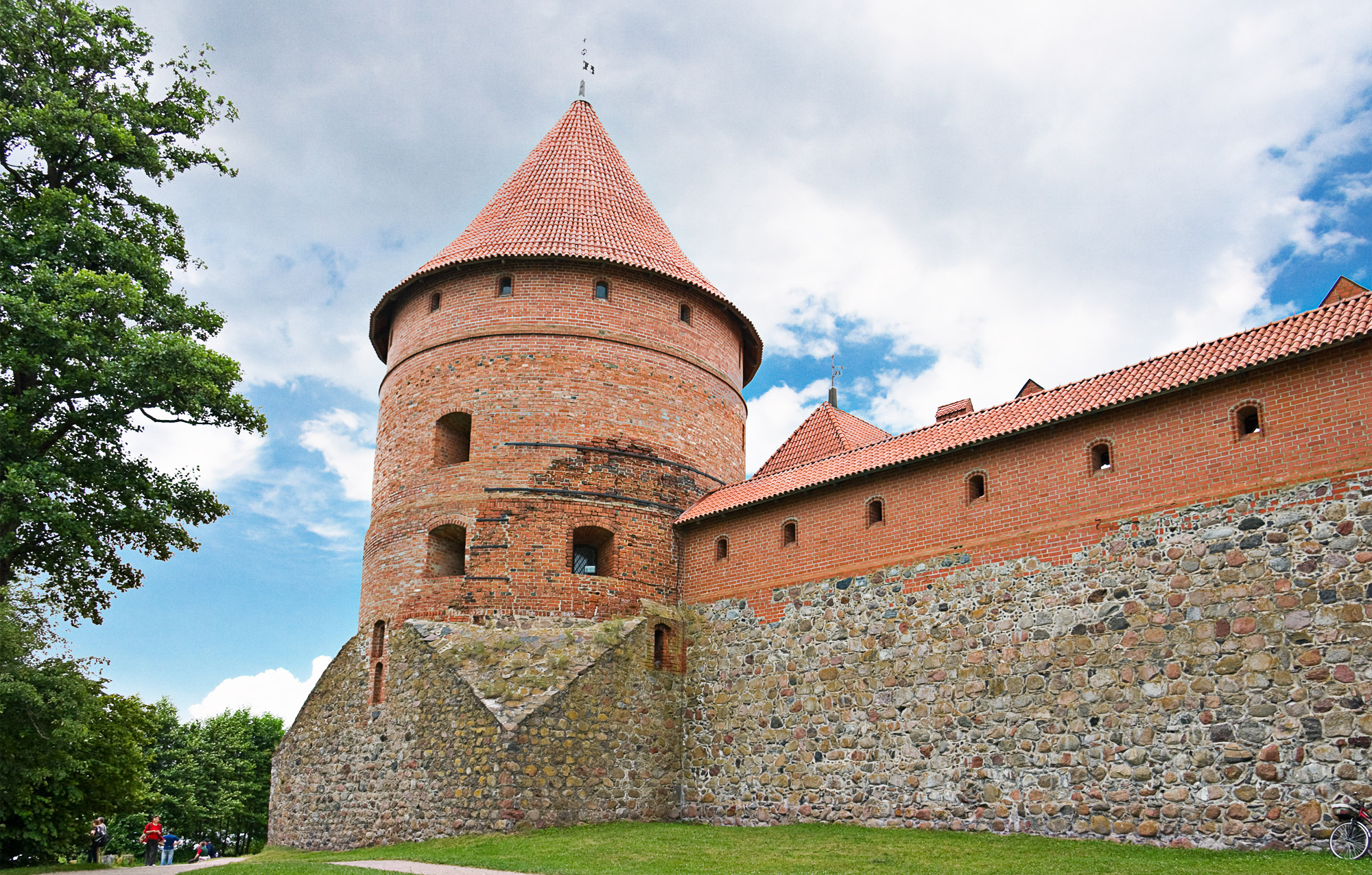
Бічна стіна з кутовою вежею

У ході другого етапу до замку були добудовані два крила, на південній стороні був побудований 6-ти поверховий, 35-и метровий донжон. Донжон мав підйомні ворота, які відділяли палац від бака. Він мав декілька функцій; крім того, що він виступав як оборонна споруда, тут також була каплиця і житлові приміщення. Донжон був пов'язаний муром з багатоповерховим князівським палацом; разом вони утворювали внутрішній двір з дерев'яними галереями.
Все південне крило південного палацу використовувалася для Залу Князя. Цей зал мав розміри орієнтовно 10 на 21 метр, лише верхній палац у Вільнюсі перевершує його за розмірами. Частина його декору збереглася до наших днів.
Основним будівельним матеріалом при спорудженні Тракайського замку була так звана червона готична цегла. Кам'яні блоки були використані лише у фундаментах і верхніх частинах будинків, веж і мурів. Замок був оздоблений різними матеріалами, у тому числі глазурованою черепицею на даху, обпаленою цеглою та вітражами. Його загальний стиль після другого етапу будівництва можна охарактеризувати як готичний з деякими романськими особливостями.

#### Третя фаза
Третій етап розбудови Тракайського замку відбувся на початку 15-го століття. Він ознаменувався розширеннями бака: стіни були посилені до товщини 2,5 метра, додатково було оснащено декілька вогневих галерей. По кутах замкової стіни було побудовані три основних оборонних башти. Південно-західна вежа почала використовуватись як в'язниця. У вежах були побудовані приміщення для солдатів, а також розміщено велику кількість гармат. Також була побудована кордегардія, яка разом з вежею князівського палацу мала підйомні ворота. Всередині внутрішнього двору було побудовано декілька будівель, зокрема стайні, кухонні та інших підсобні приміщення. Коли відбувалась ця реконструкція замку, рівень води в озері Гальве був на декілька метрів вище, ніж він є сьогодні.

### Занепад

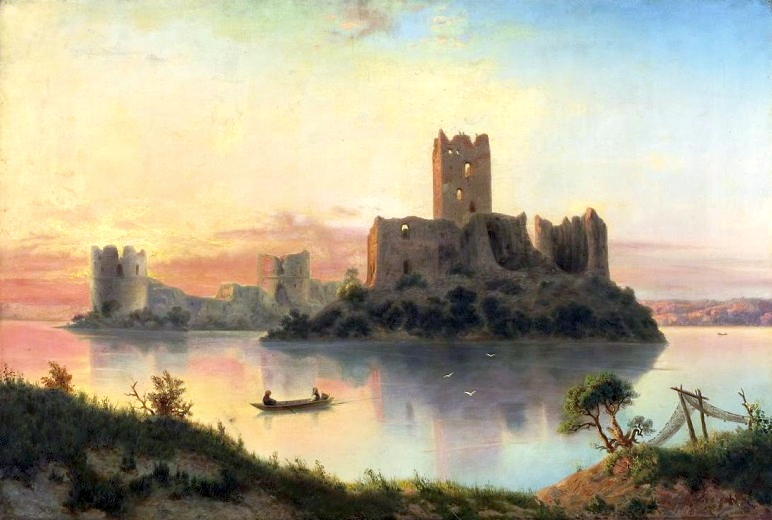
Тракайський замок в руїнах, Юзеф Maрзевський (1866), Національний музей у Варшаві.

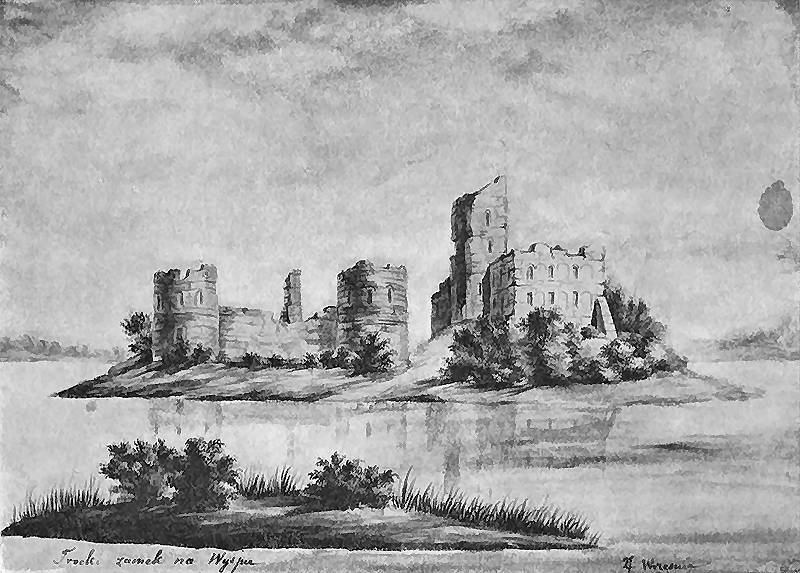
Руїни Тракайського замку, Наполеон Орда, 1877 рік

Тракайський замок втратив своє військове значення незабаром після Грюнвальдської битви, коли головний ворог Великого князівства Литовського зазнав поразки від литовсько-польської армії. Замок був перетворений на резиденцію. На стінах були намальовані нові фрески, деякі з них частково збереглися до наших днів. Іноземних послів приймали у Князівському палаці. Відомо, що Ягайло відвідав замок тринадцять разів між 1413 і 1430 роками.
Великий князь Вітовт Великий помер у цьому замку, не будучи коронований як король Литви в 1430 році. У період правління Сигізмунда Августа замок був відремонтований в стилі ренесанс і служив літньою королівською резиденцією протягом короткого періоду часу. Литовської метрики не тримали в замку до 1511 року. Пізніше замок служив в'язницею. Під час воєн з Московією в 17-му столітті, замок був пошкоджений і не був відновлений знову. Він поступово занепав.

### Відбудова

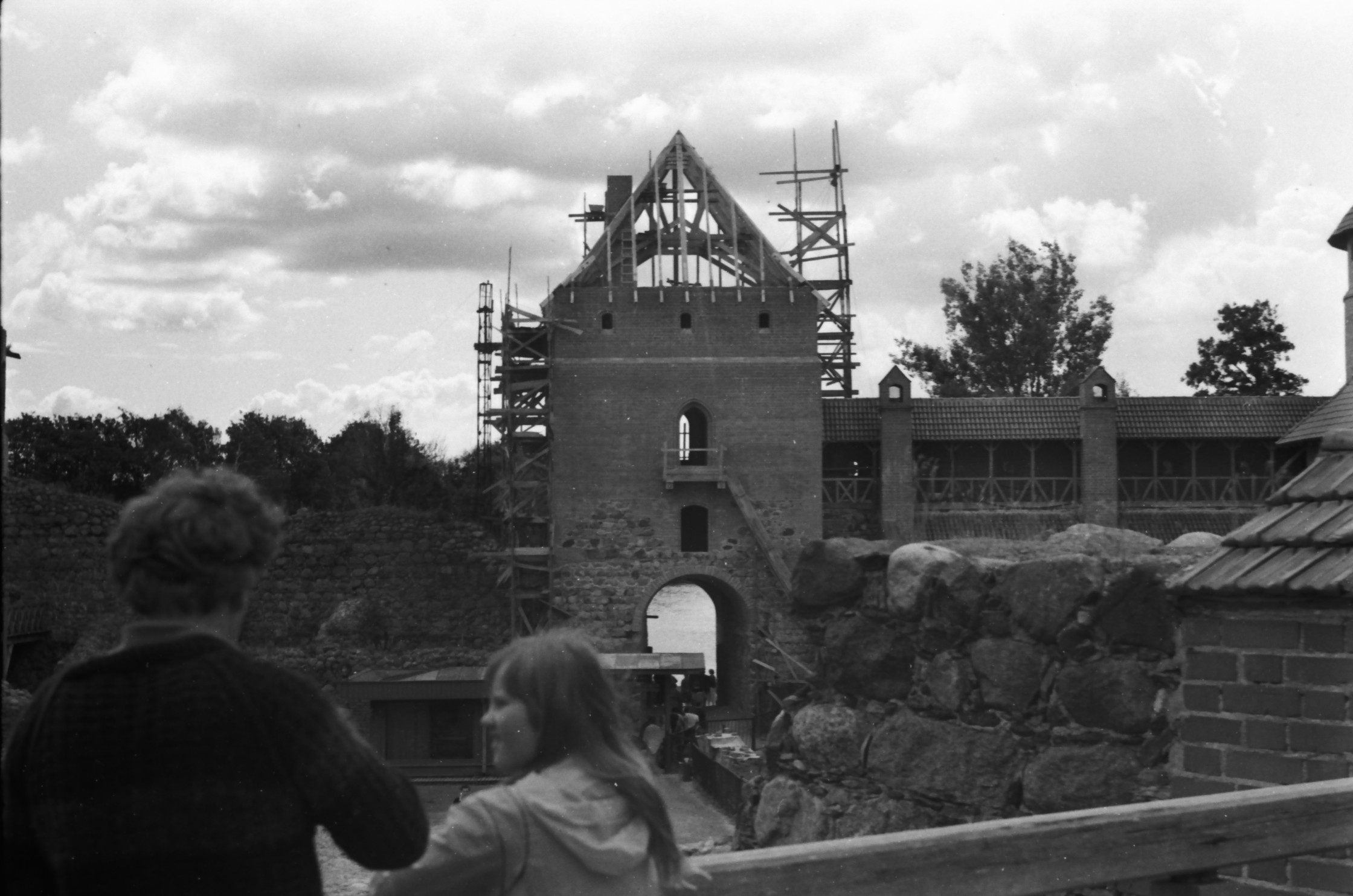
Тракайський замок - реставрація в 1984 році.

У 19-му столітті були підготовлені плани реконструкції замку. У 1822 році Вінсент Смоковськи в одному з залів першого поверху знайшов і намалював ескізи дванадцятьох фрагментів картин, які були опубліковані в 1841 році. У 1888 році Імператорська Археологічна комісія задокументувала залишки замку, а в 1905 році царський уряд вирішив підтримувати руїни і частково відновити замок.
Реставраційні роботи розпочалися після візиту в замок у травні 1929 року Станіслава Лоренца, Юлія Клоса і Яна Боровського, в ході якого було прийнято рішення про необхідність виконання негайних заходів задля збереження існуючих залишків. Для фінансування робіт Станіслав Лоренц отримав кредит PLN 10 000 в Національному банку. Спочатку передбачалось проводити лише реставрацію, реконструкцію замку проводити не було можливості через відсутність іконографії.
Після Другої світової війни робота по відновленню замку була продовжена в кілька етапів литовцями — в 1946, 1951-1952 і в 1961 роках. Після реконструкції замок являє собою будівлю в готичному стилі (передбачуваний стан п'ятнадцятого століття).

## Опис замку

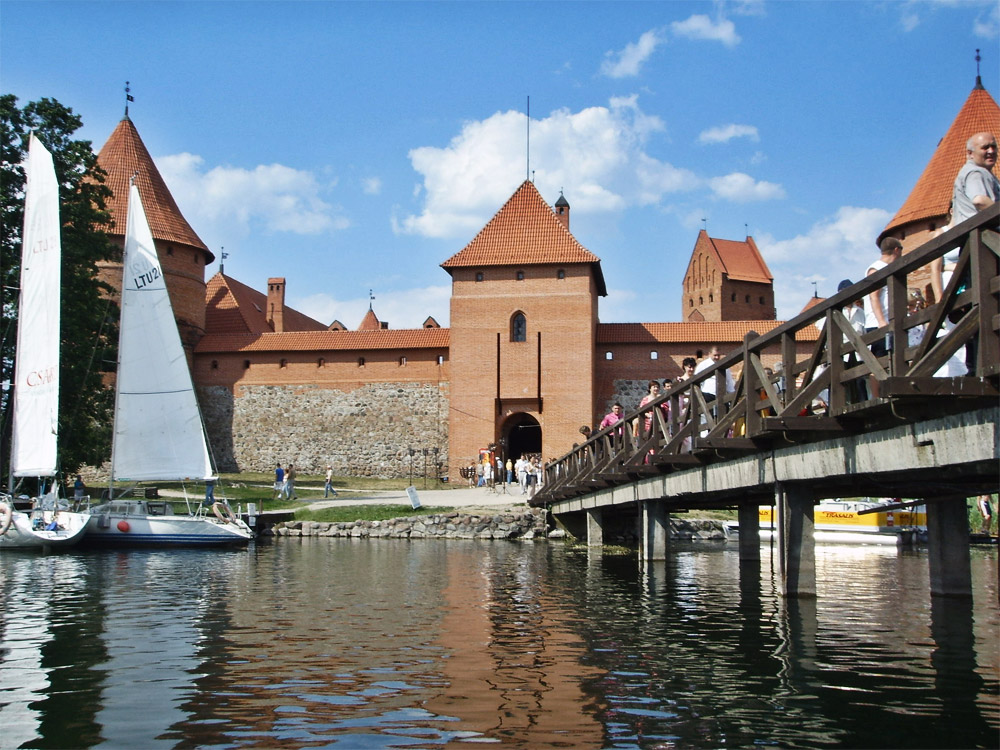
Міст, що веде до замку

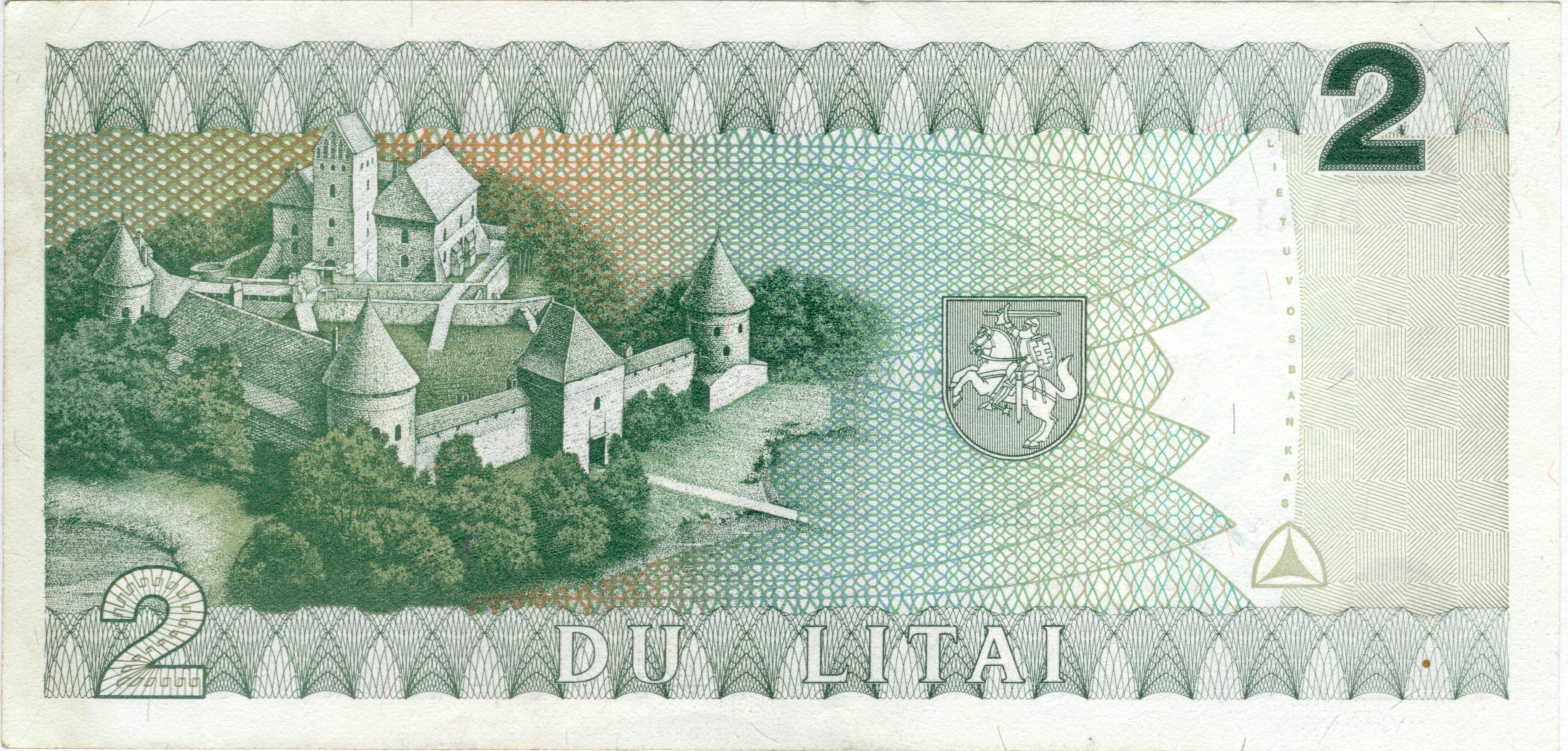
Тракайський замок на двух литах, 1993

Тракайський замок займає площу понад 1,8 гектара. Складається з внутрішнього двору, який по периметру оточений потужною стіною, увінчаною трьома оборонними вежами, і самого замку, розташованого на природному узвишші острова. Замок оточений довгим ровом, ширина якого досягає в деяких місцях 12 метрів. Мури, що захищають замок з різних сторін, мають у висоту 7 метрів при товщині в 3,5 метра. Примітно й те, що стіни замку, звернені у бік міста Тракай, мають надзвичайно просторі бійниці, які говорять про те, що через них можна було вести оборонний вогонь з вогнепальної зброї. Решта стін, які дивляться на озеро, мають прорізи, призначені суто для освітлення приміщень замку природним світлом.
У південній стіні підзамче можна виявити залишки кріпосних воріт, обладнаних раніше підйомним механізмом. Сам триповерховий князівський палац був розділений внутрішнім двориком на два великих крила. Він являв собою двокорпусну будівлю закритого типу, споруджену з цегли та кам'яних фрагментів різного розміру, яку було оточено терасою. При цьому великі камені складають майже половину всієї кладки будівлі.
Усередині зали замку прикрашені різнокольоровими віконними вітражами, а на їх стінах знаходяться численні фрески, що описують звичайні для того часу сцени з життя великих князів. Внутрішні приміщення замку були з'єднані між собою дерев'яними галереями, а між князівськими покоями і скарбницею був потаємний хід, що вів у внутрішній двір. Цікаво, що зали замку були обладнані найсучаснішою на той час системою опалення. Гаряче повітря, яке подавалося з розташованої в підвалі замку котельні, проходило по спеціально вмурованих в стіну металевим трубам, віддаючи їм своє тепло.

## Сучасне використання
Частина замку використовується як музей. Тут також періодично відбуваються історичні реконструкції, присвячені битвам середньовіччя.

### В кінематографі
Тракайський замок став місцем зйомок багатьох кінофільмів. Тут, зокрема, відбувались зйомки фільму Горець: Джерело.

## Галерея

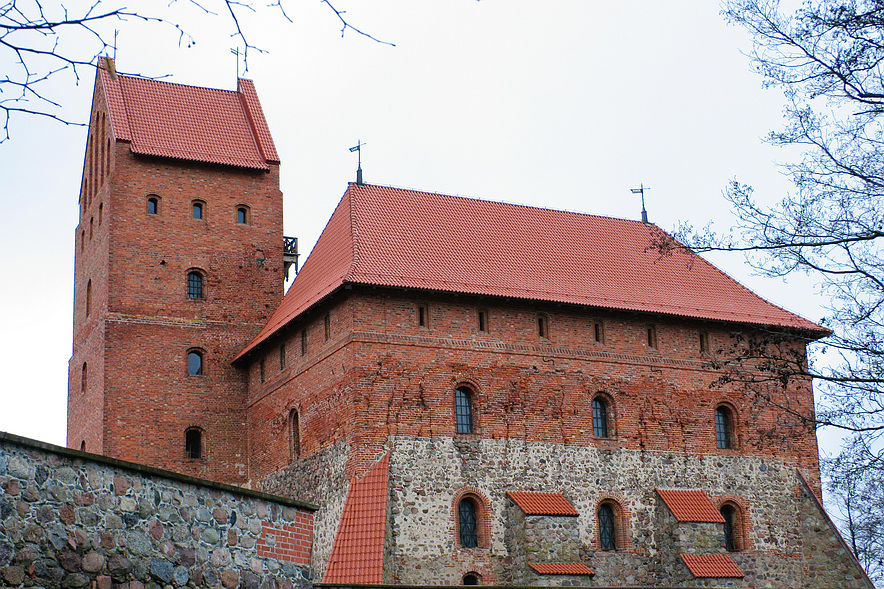
Бічний вид на Княжий палац.
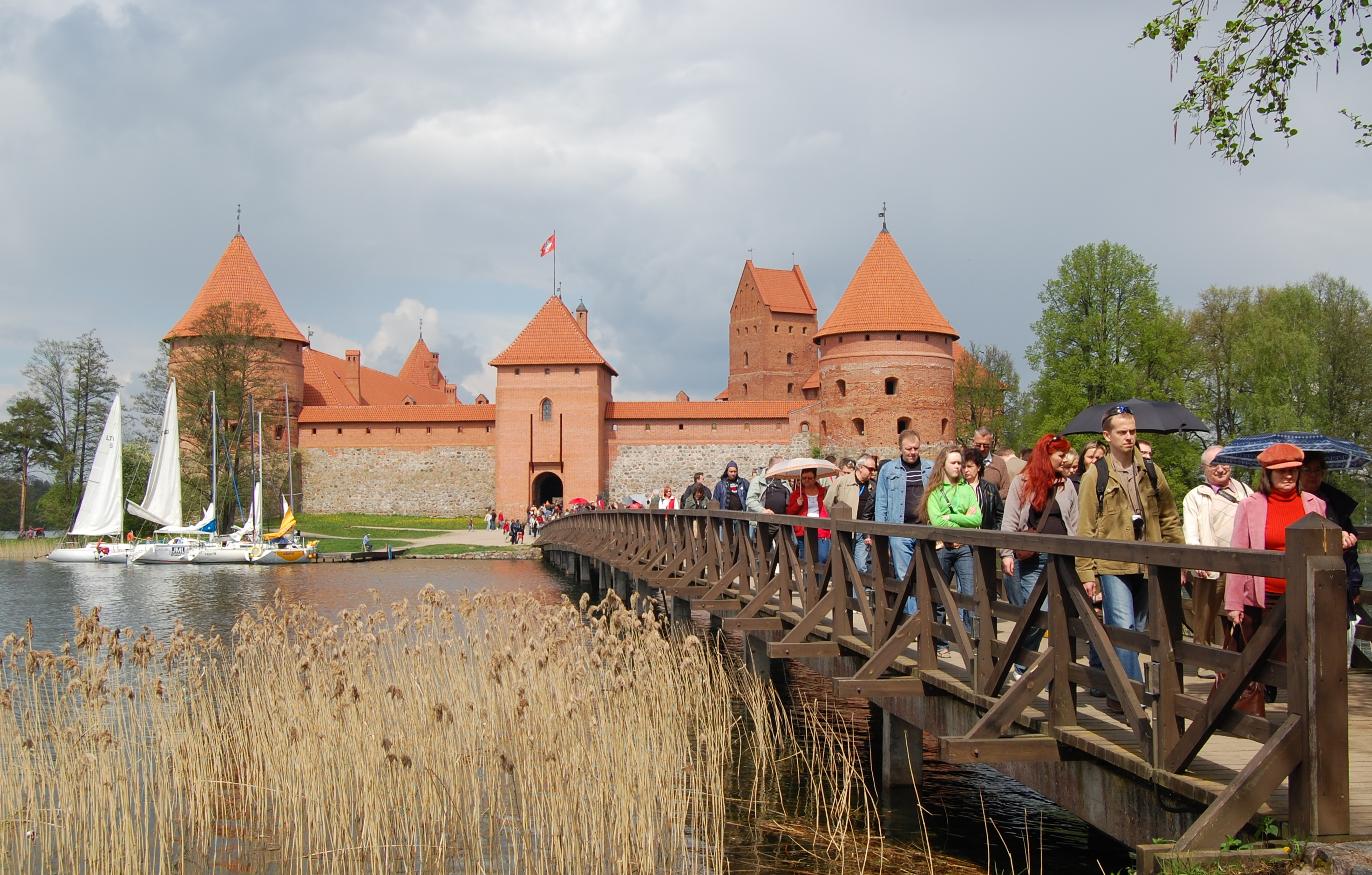
Міст до головної надбрамної вежі замку.
- Тракайський замок у 2011 році.